# Pobiedna
Pobiedna (deutsch: Wigandsthal) ist ein Dorf in der Stadt-und-Land-Gemeinde Leśna (Marklissa) im Powiat Lubański in der Woiwodschaft Niederschlesien in Polen. Seit 1928 bildete es eine Landgemeinde mit Meffersdorf (seit 1945: Unięcice).

## Geographie
Pobiedna liegt im Isergebirge am Fuß der Tafelfichte. Südwestlich erhebt sich der Andělský vrch (Schöbicht). Nachbarorte sind Świecie im Norden, Mirsk im Nordosten und Świeradów-Zdrój im Südosten. Jenseits der Grenze zu Tschechien liegen Nové Město pod Smrkem im Südwesten und Dětřichovec (Dittersbächel) sowie Jindřichovice pod Smrkem im Nordwesten.

## Geschichte
Das Gebiet des späteren Wigandsthal gehörte zunächst zum Burgbezirk Schwerta im oberlausitzschen Queiskreis. Nach der Teilung der Herrschaft Schwerta 1592 gehörte es zur Herrschaft Meffersdorf, die etwa 12 km² groß und im Besitz des Adelsgeschlechts Uechtritz war. Zusammen mit der Oberlausitz fiel das Gebiet 1635 an das evangelische Kurfürstentum Sachsen. Dadurch kam es zur Ansiedlung von Glaubensflüchtlingen aus Böhmen und Schlesien. Nach dem Aussterben des Schwertaer Zweigs der Uechtritz 1638 gelangte die Herrschaft Meffersdorf an Wigand von Gersdorf, der auf Meffersdorfer Grund sechs neue Orte gründete, unter ihnen 1666 einen Marktort, der zunächst als „Meffersdorfer Städtel“ und seit 1679 nach dem Gründer als „Wigandsthal“ bezeichnet wurde.
Die ersten Siedler kamen aus dem böhmischen Neustadt. 1667 erhielt Wigand von Gersdorff vom sächsischen Kurfürsten Johann Georg II. das Privileg der Stadt- und Marktgerechtigkeit sowie das Bergrecht, da er die Wiederbelebung eines früher betriebenen Zinnbergwerks beabsichtigte. Trotzdem kam es zu Misshelligkeiten mit den Bewohnern, denen er nicht die vollen bürgerlichen Freiheiten gewährt hatte. 1686–1689 wurden Exulanten aus Schlesien in Wigandsthal angesiedelt. Da dem Zinnbergwerk kein Erfolg beschieden war, wurden die Weberei sowie die Schwarz- und Schönfärberei gefördert. Im 18. Jahrhundert wurde die Produktion von Edelsteinimitaten aufgenommen. Da ein wirtschaftlicher Aufschwung ausblieb, stagnierte die Bevölkerungsentwicklung. 1694 wurden 404 Einwohner, 1794: 402 Einwohner und 1825: 430 Einwohner gezählt.

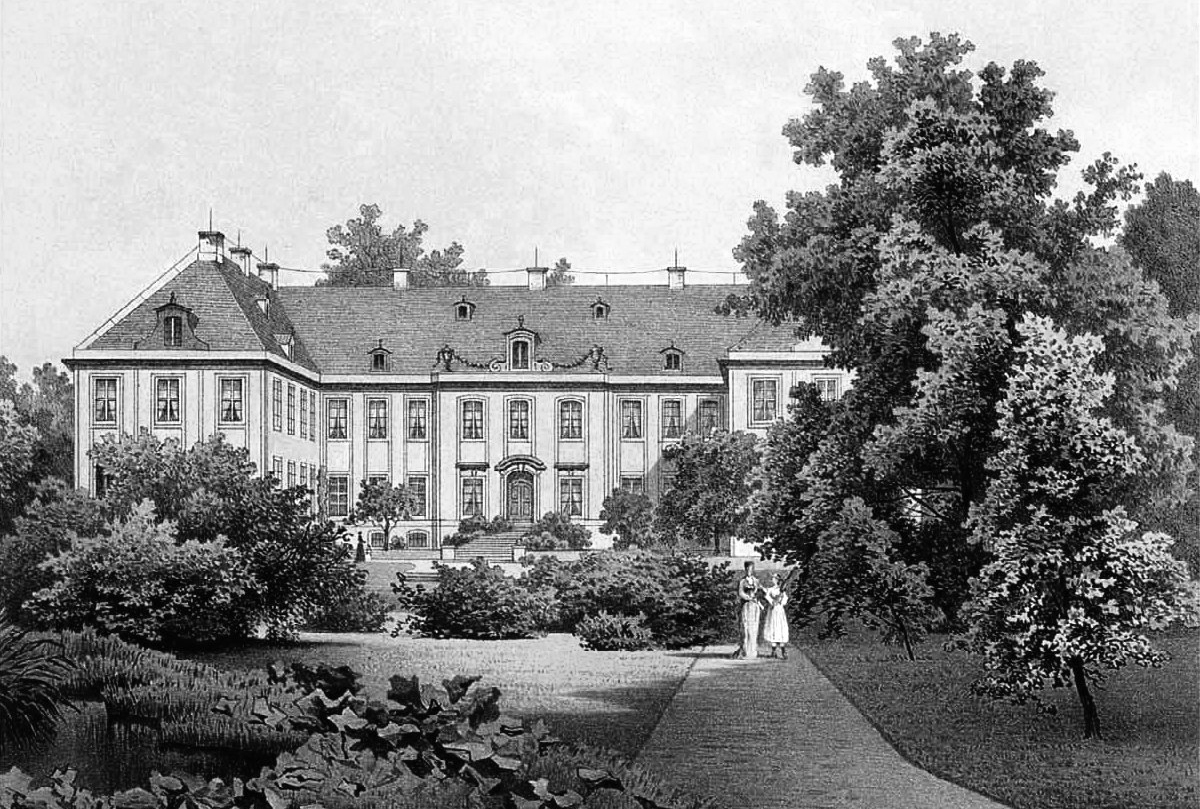
Das Schloss Meffersdorf (im 19. Jh.)

Das noch heute stehende Barockschloss wurde 1767/68 für Adolf Traugott von Gersdorf errichtet. Nach dem Wiener Kongress 1815 fiel Wigandsthal zusammen mit dem Queiskreis und der Ostoberlausitz an Preußen. Zugleich verlor es seine Stadtrechte. Es wurde nun der Provinz Schlesien zugeschlagen und 1816 dem neu gebildeten Landkreis Lauban im Regierungsbezirk Liegnitz eingegliedert. Seit 1823 war die Herrschaft Meffersdorf, zu der Wigandsthal gehörte, im Besitz des Landgrafen Viktor Amadeus von Hessen-Rotenburg, 1830–1856 im Besitz des Grafen Ernst von Seherr-Thoß, nachfolgende Besitzer waren dessen Schwiegersohn Johannes Gustav Theodor Freiherr von Saldern-Plattenburg (1856–1876), der Hoflieferant Joseph Robrecht aus Berlin (1878–1889), sein Sohn Albrecht Robrecht (1889–1899), Otto Czarnowski (1900–1902), die Landbank Berlin (1902–1903) und Christian Kraft zu Hohenlohe-Öhringen (1903–1926), ab 1926 bis zur Enteignung 1945 Max Hugo Prinz zu Hohenlohe-Öhringen.
1874 wurde der Amtsbezirk Wigandsthal gebildet, der ab 1908 die Bezeichnung Amtsbezirk Meffersdorf führte. Zu ihm gehörten die Landgemeinden Alt Scheibe, Bergstraß, Grenzdorf, Heide, Meffersdorf, Neu Gersdorf, Neu Scheibe, Schwarzbach, Straßberg, Volkersdorf und Wigandsthal sowie der Gutsbezirk Meffersdorf. Zu einem Bevölkerungsanstieg kam es erst ab der zweiten Hälfte des 19. Jahrhunderts. 1887 nahm eine Taschentuchweberei ihren Betrieb auf, ein Jahr später folgte eine Plüschfabrik. 1897 erhielt Wigandsthal mit der Bahnstation Meffersdorf Anschluss an der Bahnstrecke Greiffenberg–Heinersdorf. 1928 wurden die Landgemeinden Neu Gersdorf und Wigandsthal sowie der Gutsbezirk Meffersdorf zur neuen Landgemeinde Wigandsthal zusammengeschlossen, in der 1939 1299 Einwohner lebten.
Als Folge des Zweiten Weltkriegs geriet Wigandsthal wie fast ganz Schlesien unter polnische Verwaltung und wurde in Pobiedna umbenannt. Die deutsche Bevölkerung wurde vertrieben. Die neu angesiedelten Bewohner waren zum Teil Zwangsumgesiedelte aus Ostpolen. 1945 bis 1954 war Pobiedna eine selbständige Landgemeinde, 1974 bis 1998 gehörte es zur Woiwodschaft Jelenia Góra. Die Eisenbahnverbindung von Mirsk nach Pobiedna wurde zum 1. Juli 1987 stillgelegt und danach abgebaut.
Am 15. März 1991 wurde der Ort mit der Friedensregelung zwischen der Bundesrepublik Deutschland, der Deutschen Demokratischen Republik sowie Frankreich, der Sowjetunion, Großbritannien und den Vereinigten Staaten durch den Zwei-plus-Vier-Vertrag Teil der Republik Polen.

## Sehenswürdigkeiten
- Das Schloss wurde 1767/68 vermutlich an der Stelle eines Vorgängerbaus von Adolf Traugott von Gersdorff nach Entwurf des Dresdner Architekten Konrad Gotthelf Rothe errichtet. Es ist eine Dreiflügelanlage im Stil des Dresdner Spätbarock, die 1982 durch einen Brand teilweise zerstört wurde. Vor der Hauptfassade befindet sich ein Barockgarten, im Südosten ein Park. Das unsanierte Schloss befindet sich in kritischem Zustand.[4]
- Die evangelisch-lutherische Dorfkirche verfiel nach der Vertreibung der  Deutschen. Heute steht nur noch der Kirchturm (Ruine).
- Der Kaiser-Wilhelm-Turm wurde im Zweiten Weltkrieg stark beschädigt.

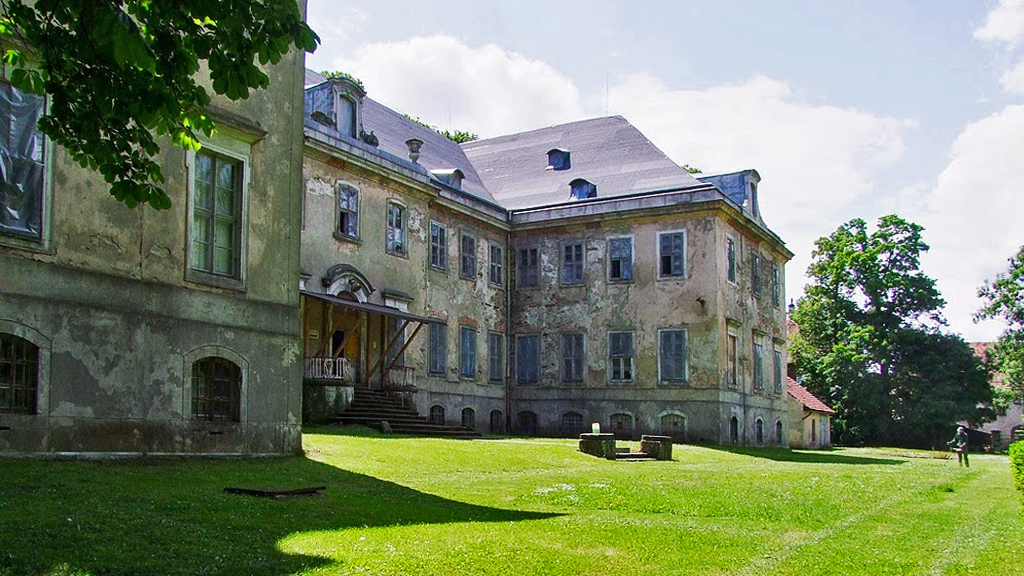
Schloss Meffersdorf, 2013
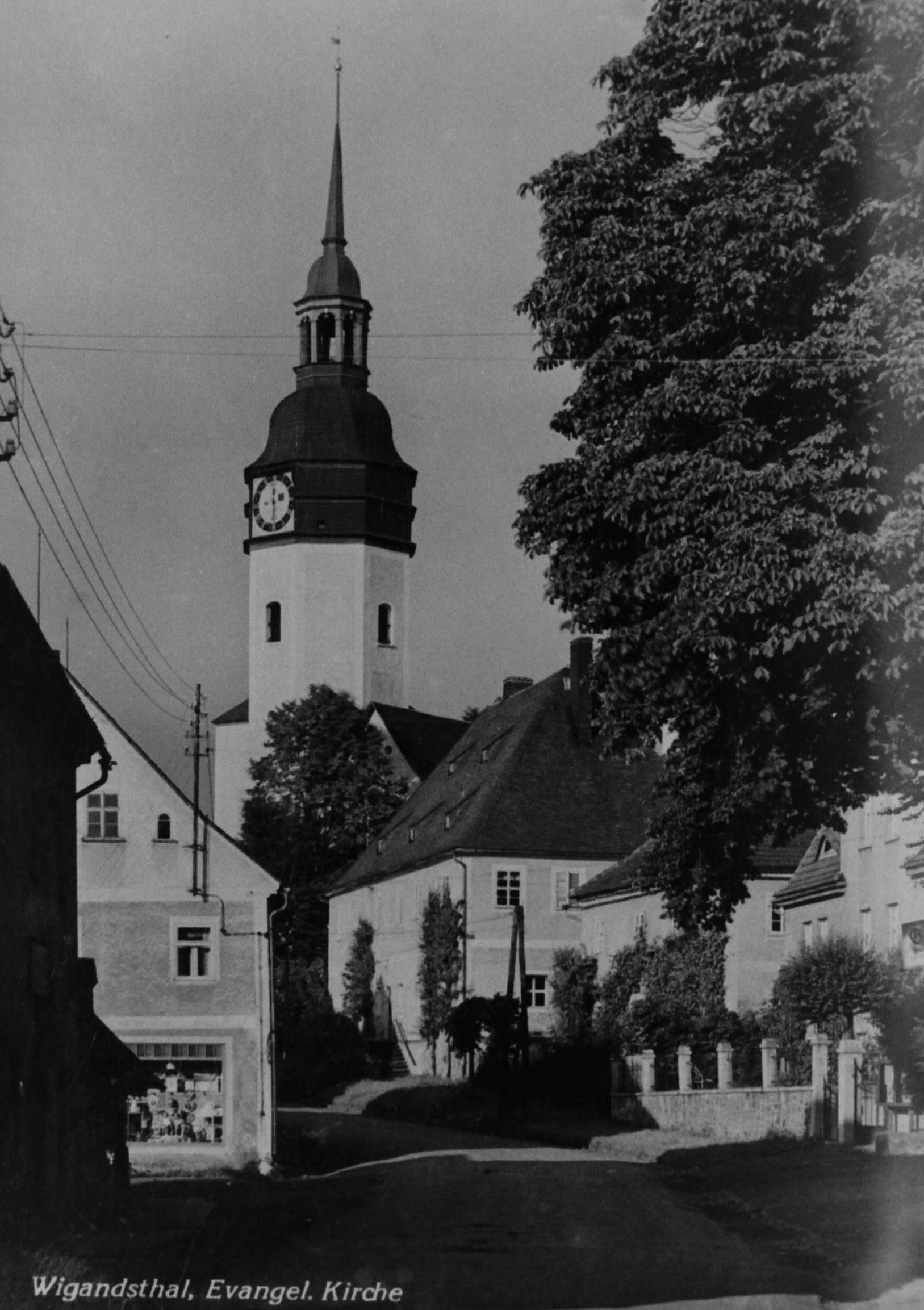
Kirche um 1930
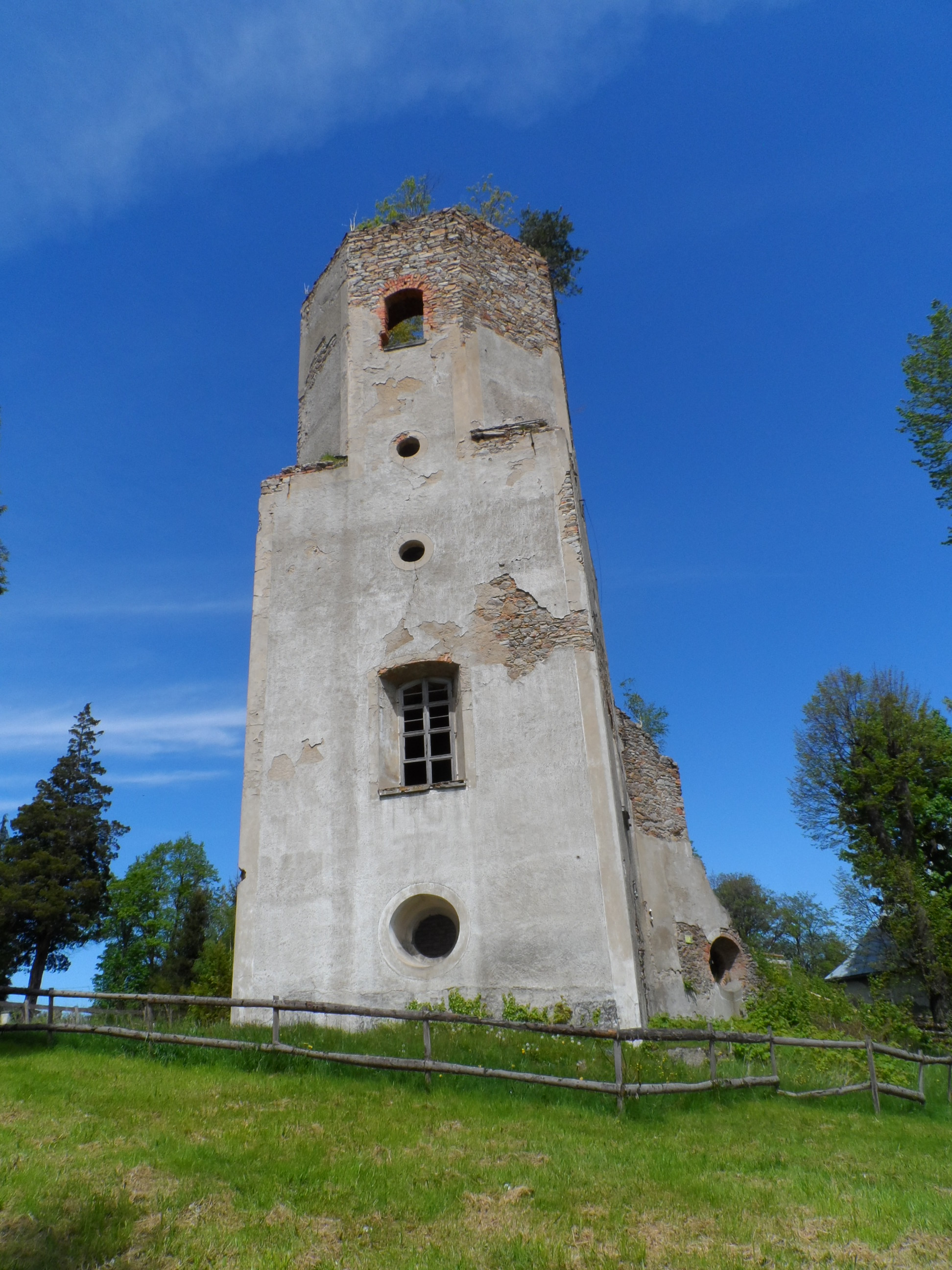
Ruine des Kirchturmes (2015)
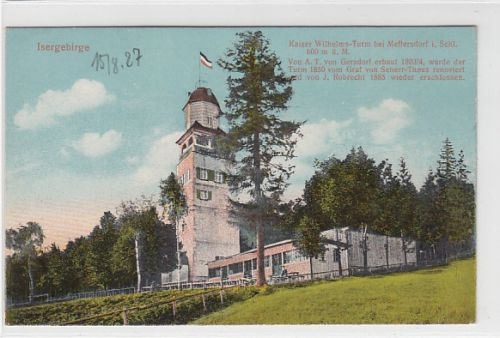
Kaiser-Wilhelm-Turm
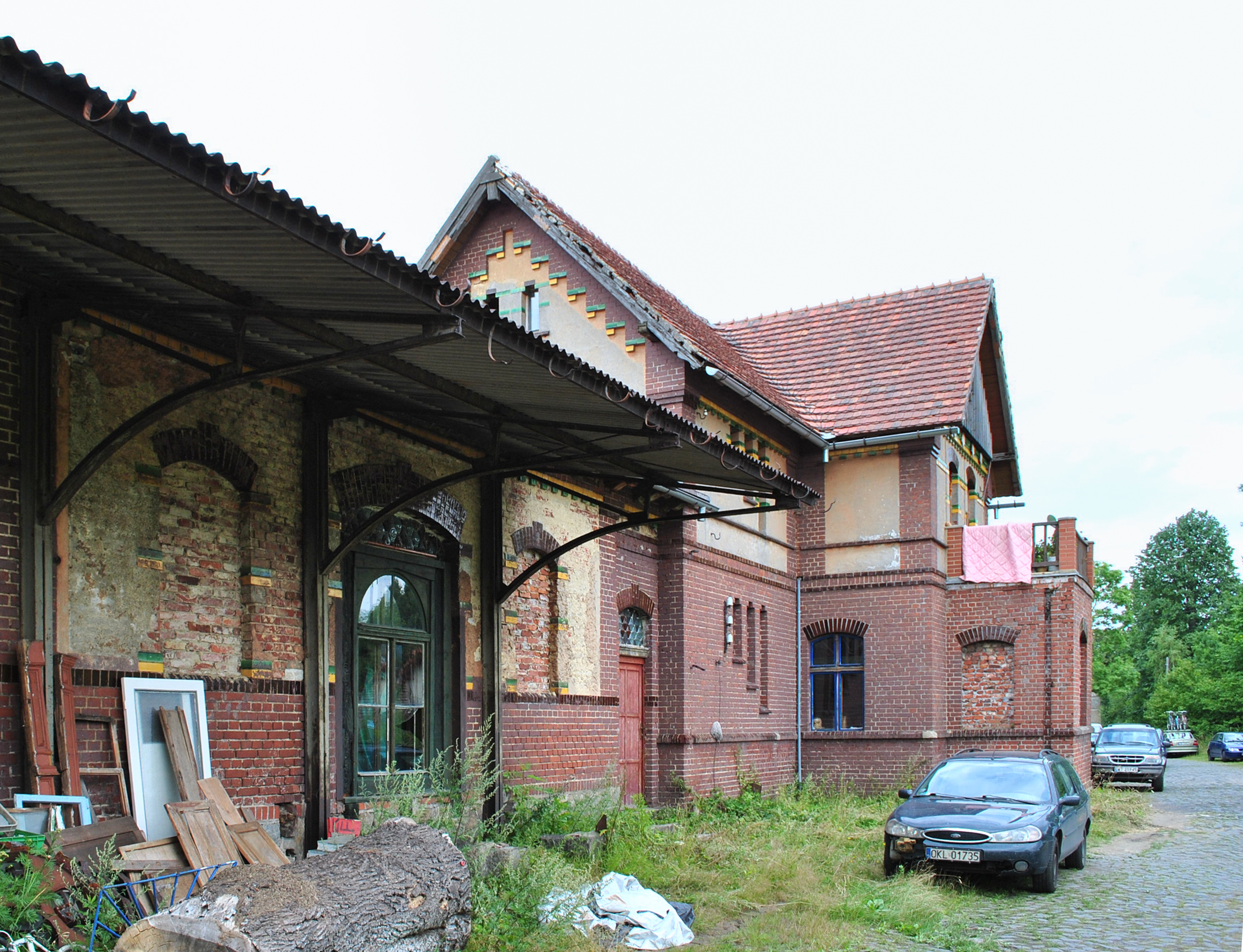
Ehemaliger Bahnhof

## Persönlichkeiten
- Adolf Traugott von Gersdorf (1744–1807), Gelehrter und Mitbegründer der Oberlausitzischen Gesellschaft der Wissenschaften; Besitzer der Herrschaft Meffersdorf, erbaute 1767/68 in Meffersdorf das Schloss und 1804 eine Sternwarte, die als Kaiser-Wilhelm-Turm bezeichnet wurde. Außerdem legte er eine wertvolle Bibliothek sowie eine Mineraliensammlung an. Auf seinen Besitzungen führte er Sozialreformen durch.